# دينا بوسادا
دينا بوسادا (بالإسبانية: Dina Posada)‏ (1946)؛ كاتِبة وشاعرة .